# Gerd (nordisk mytologi)
Gerd er i den nordiske mytologi en utrolig smuk jættekvinde. Hun er datter af Gymer og Ørboda og er søster til Bele. Hun blev viet til Frej og bor sammen med ham i Alfheim. Historien om, hvordan Frej og Gerd mødtes første gang, beskrives i myten om Frejs elskov.